# Kenyacus parvus
Kenyacus parvus (лат.) — вид жужелиц рода Kenyacus из подсемейства Harpalinae.

## Распространение
Тропическая Африка: Уганда (Western Region, Kasese District, Rwenzori Mts. National Park).

## Описание
Бескрылые жуки мелких размеров, в длину около 4 мм (4,1—4,7 мм), ширина 1,8—2,0 мм. Отличаются по комбинации следующих отличительных признаков: тело темно-коричневое, дорсальная поверхность слегка блестящая, брюшная поверхность бледнее дорсальной; основание нижней челюсти, верхняя губа, наличник, боковые края переднеспинки и надкрылий, а также швы надкрылий красновато-коричневые или коричневато-жёлтые; щупики, усики и ноги коричневато-жёлтые. Ментум без срединного зуба, лигулярный склерит с четырьмя преапикальными щетинками, надглазничная пора расположена далеко от надглазничной борозды, метепистерна короткая. Голова большая, с широкой шеей.

## Таксономия
Вид был впервые описан в 2019 году российским энтомологом Борисом Михайловичем Катаевым (Зоологический институт РАН, Санкт-Петербург) по материалам из Африки.